# Musca mallochi
Musca mallochi är en tvåvingeart som beskrevs av Thompson och Adrian C. Pont 1994. Musca mallochi ingår i släktet Musca och familjen husflugor. Inga underarter finns listade i Catalogue of Life.